# Agdz
Agdz (en àrab اݣدز, Agdz; en amazic ⴰⴳⴷⴰⵣ, Agdez) és un municipi de la província de Zagora, a la regió de Drâa-Tafilalet, al Marroc. Segons el cens de 2014 tenia una població total de 10.681 persones.

## Geografia
Agdz es troba a uns 65 km al sud de Ouarzazate, 92 km al nord de Zagora. Agdz que significa "lloc de descans" es troba a l'antiga ruta de les caravanes que uneix Marràqueix amb Timbuctu i hi va tenir un paper econòmic important.
En termes geogràfics, la característica més predominant d'Agdz és Jebel Kissane que està al centre de la Vall del Drâa, a l'est d'Agdz. Kissane vol dir "ulleres" en àrab i el Jebel es diu així perquè es veu com gots de te darrere d'una tassa de te.

## Il·lustracions

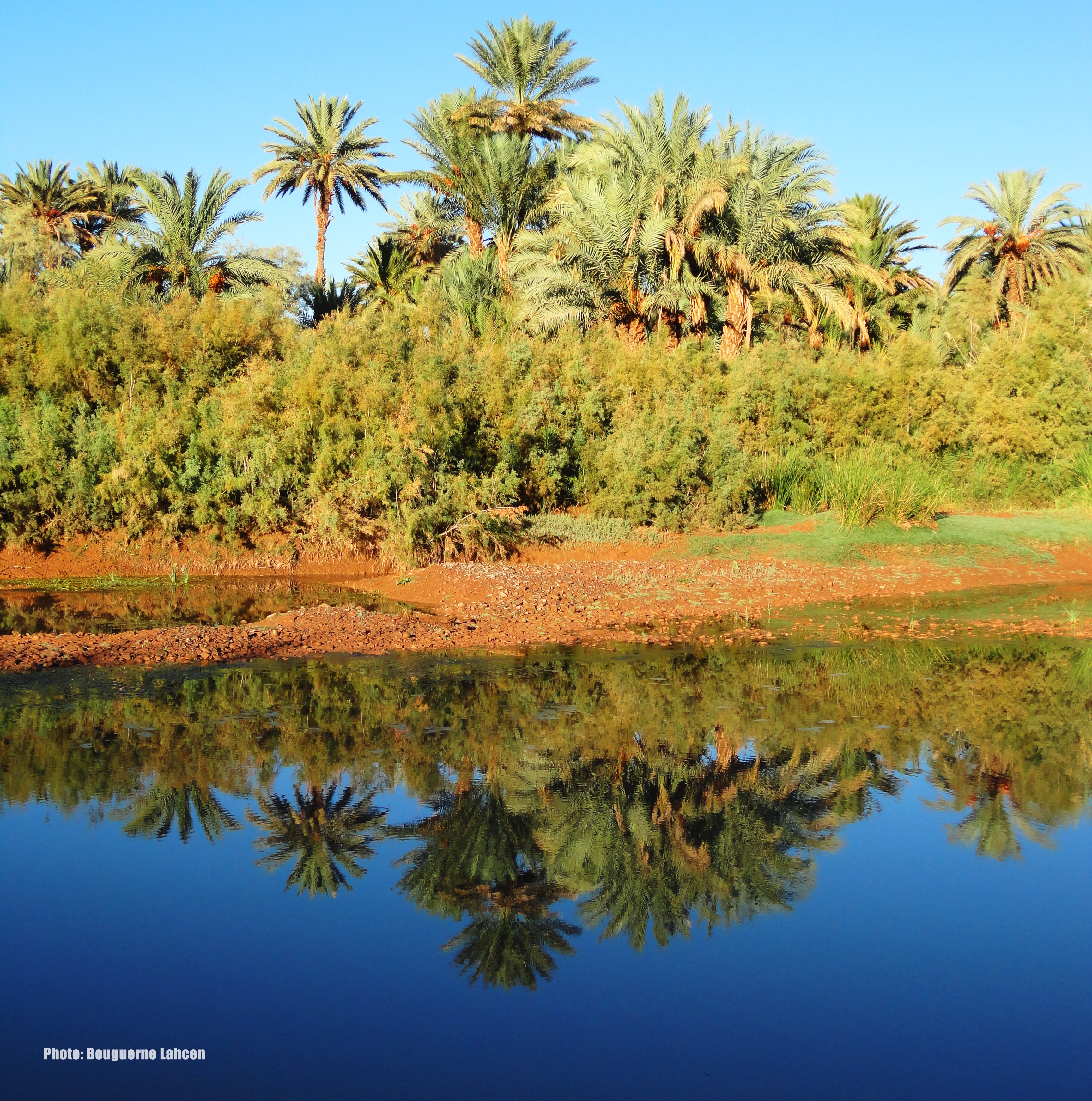
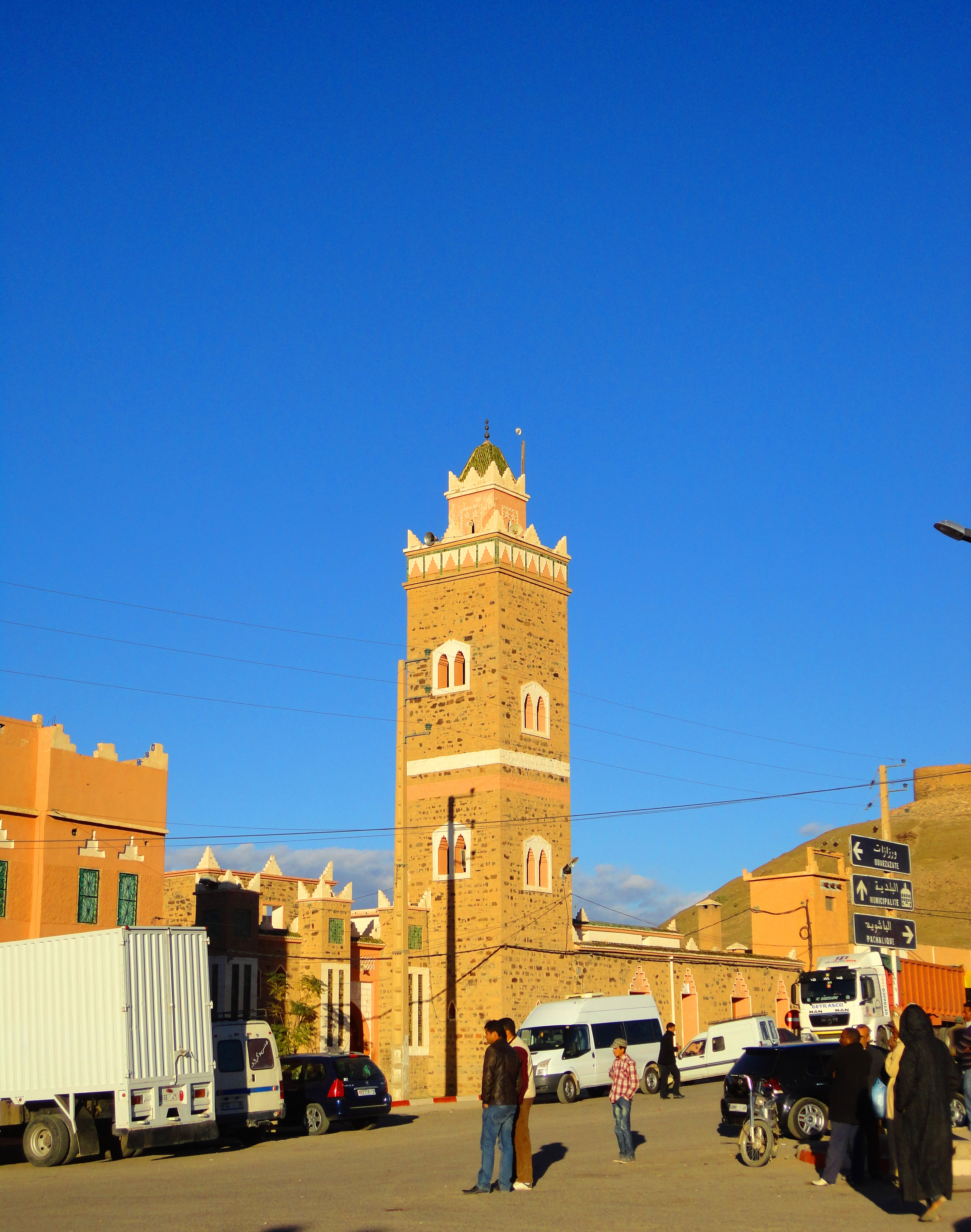
El centre d'Agdz
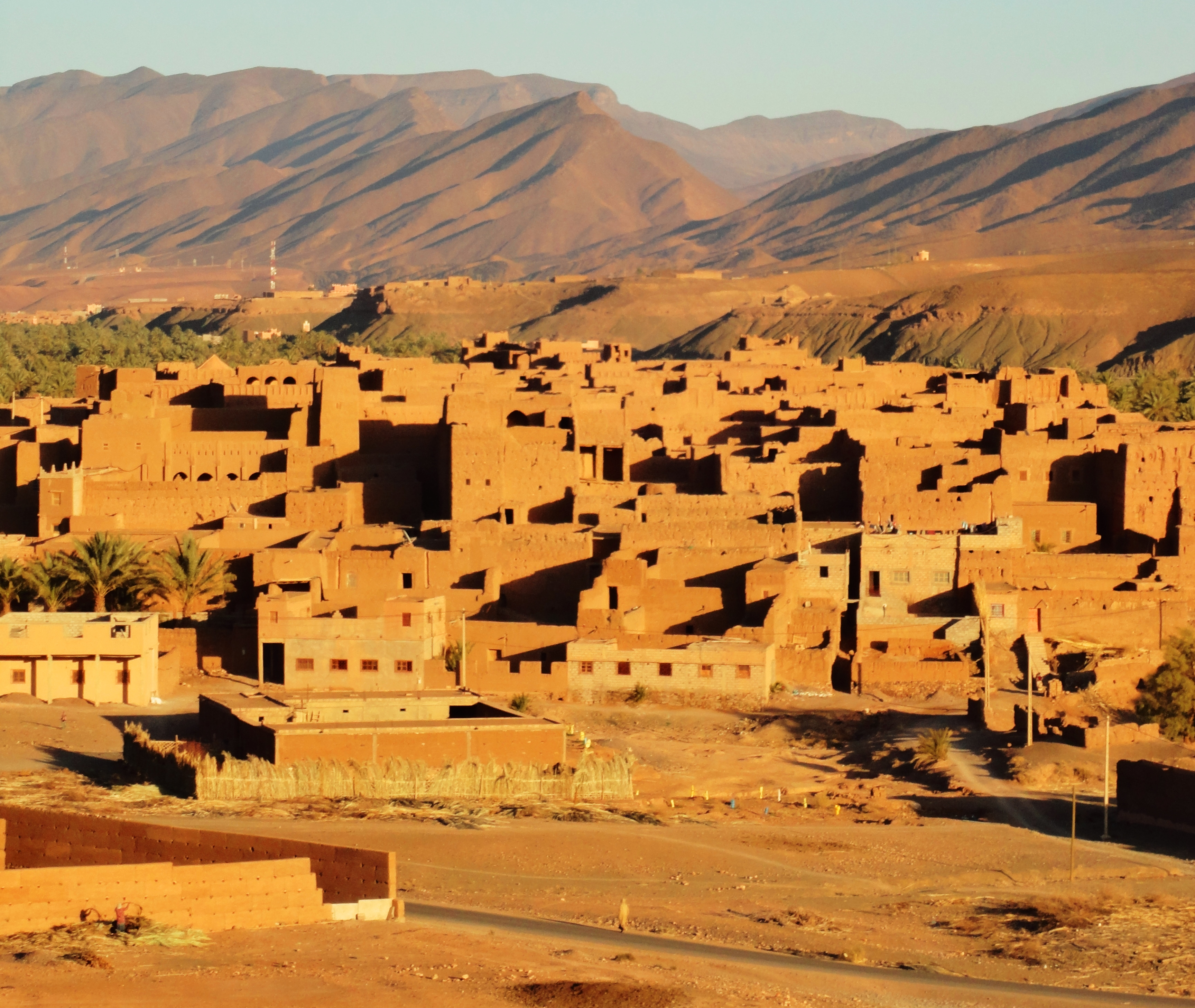
El Ksar de Tamnougalte
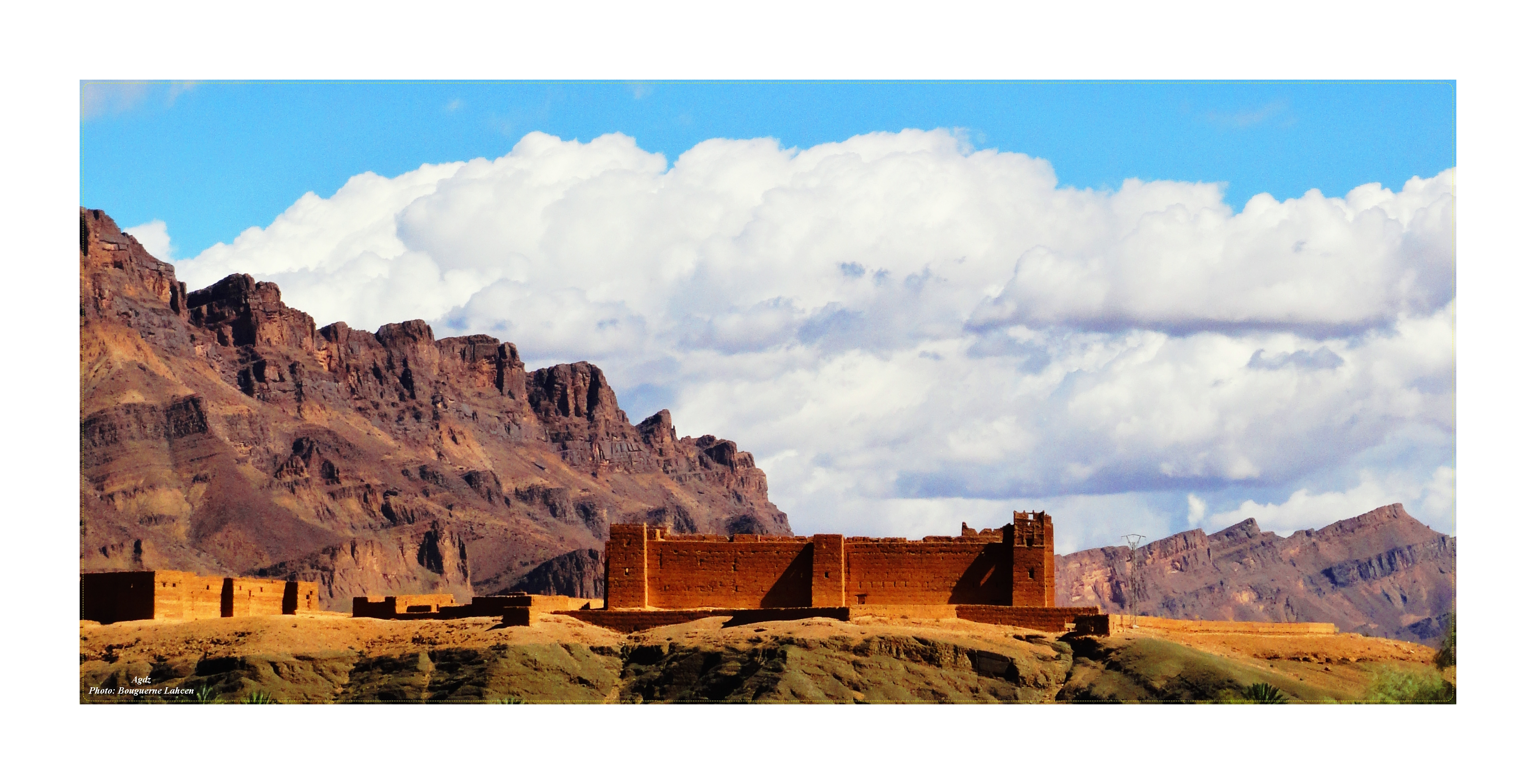
La casbah defensiva del Caid Ali, Tamnougalte
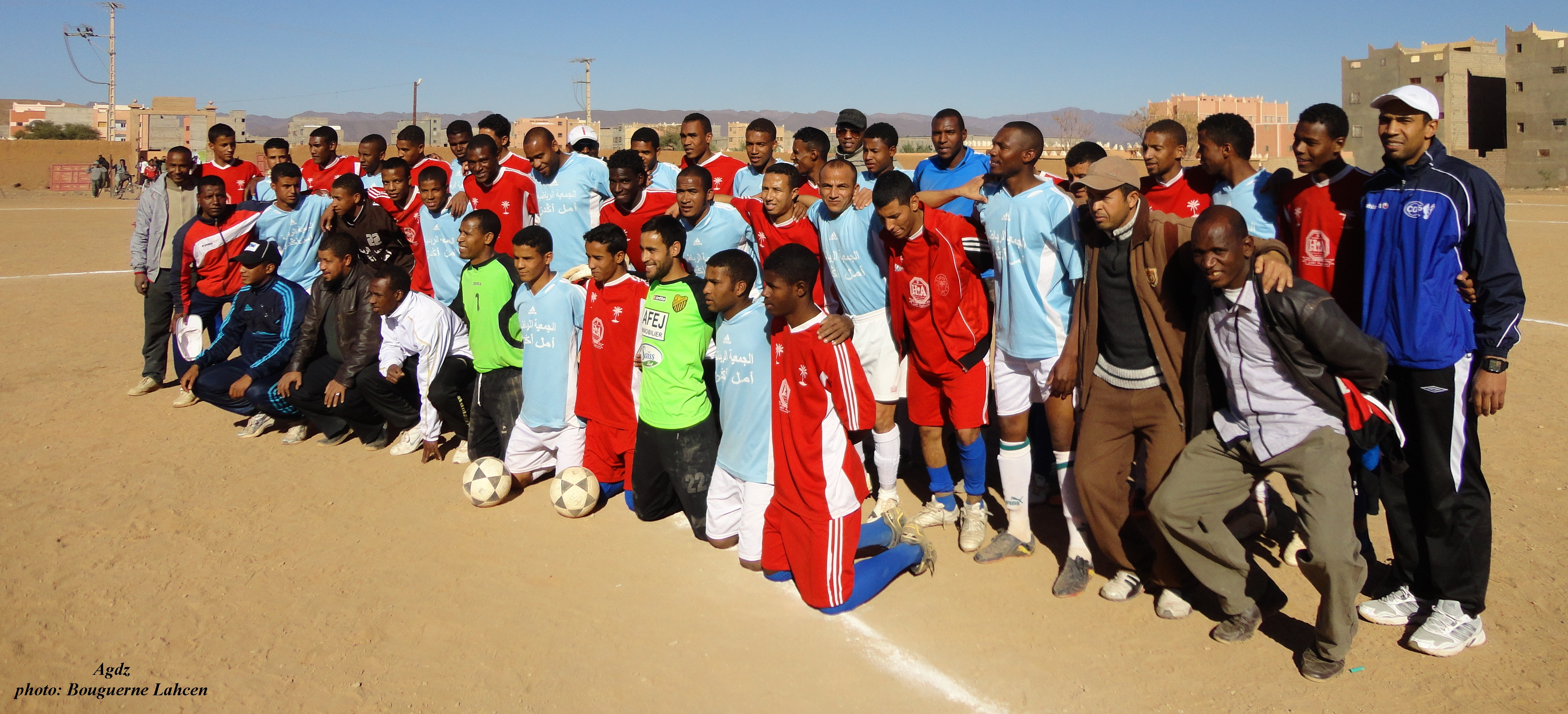